# Norra Möckleby kyrka
Norra Möckleby kyrka är en kyrkobyggnad i Norra Möckleby i Växjö stift. Den är församlingskyrka i Norra Möckleby, Sandby och Gårdby församling.

## Kyrkobyggnaden
Den allra första kyrkan i Norra Möckleby som uppfördes under 1000-talet antas varit en enkel träbyggnad. Den ersattes under 1100-talet av en stenkyrka bestående av långhus, kor och absid samt ett torn i väster. Under 1200-talet förstärktes korets murar så att det kunde bära ytterligare ett torn som kom att uppföras. Kyrkan blev på detta sätt en klövsadelkyrka. På grund av det utsatta läget i Östersjöregionen fick kyrkan i likhet med de flesta ölandskyrkorna den dubbla funktionen av gudstjänstrum och försvarsanläggning. Den medeltida kyrkan var knappast en stor byggnad. Redan under 1600-talet visade den sig vara för liten. 1666 byggdes en läktare för att avhjälpa trängseln. Under 1700-talet togs nybyggnad upp eftersom kyrkorummet var fyllt av bänkar från koret ned under läktare. Men det dröjde till början av 1800-talet innan en nybyggnad kom till stånd. De första ritningarna till kyrkobygget gjordes upp av kyrkoherde Jonas Lindström som verkade i församlingen 1771- 1804. Dessa kom så småningom Överintendentsämbetet tillhanda, men där man lät man Jakob Wilhelm Gerss utarbeta ett nytt förslag som blev färdigt 1817. Först  1824  kom arbetet igång under ledning av byggmästaren Johan Söderström och snickaren Peter Isberg. Kyrkan revs med undantag av det medeltida västtornet. Ett helt nytt långhus med en rakslutande korvägg i öster och sakristia på norra sidan uppfördes och fogades till det medeltida försvarstornet. Tornet försågs med en lanternin med plats för kyrkans klockor. Kyrkorummet försågs med ett trätunnvalv. Såväl till det yttre som till det inre fick kyrkan en nyklassicistisk prägel helt enligt Gerss ritningar. 1832 kunde kyrkan invigas.

## Inventarier
- I kyrkan finns delar av en dopfunt huggen i gotländsk kalksten. Ursprungligen av musselformad typ s.k. paradisfunt med mellanstycke från 1200-talet med fyra utskjutande huvuden.

- Den andra dopfunten med åttakantig cuppa av öländsk röd kalksten dateras till 1650.

- Brudbänk målad 1795 av Johan Henrik Wadsten (broder till Anders Georg Wadsten).

- Altaruppställning från 1886 med altartavla av Bengt Nordenberg med motiv: Kristi förklaring.

- Skulptur av lamm med korsfana samt en ängel med kors utförd 1746 av Peter Buschberg som tidigare ingått i gamla kyrkans altaruppsats pryder den nuvarande altaruppställningen.

- Predikstolen är utförd 1825 av Peter Isberg ritad efter formgivning av hjälpprästen Nils Isak Löfgren.

- Bänkinredningen och läktaren är samtida med kyrkan.

## Bildgalleri

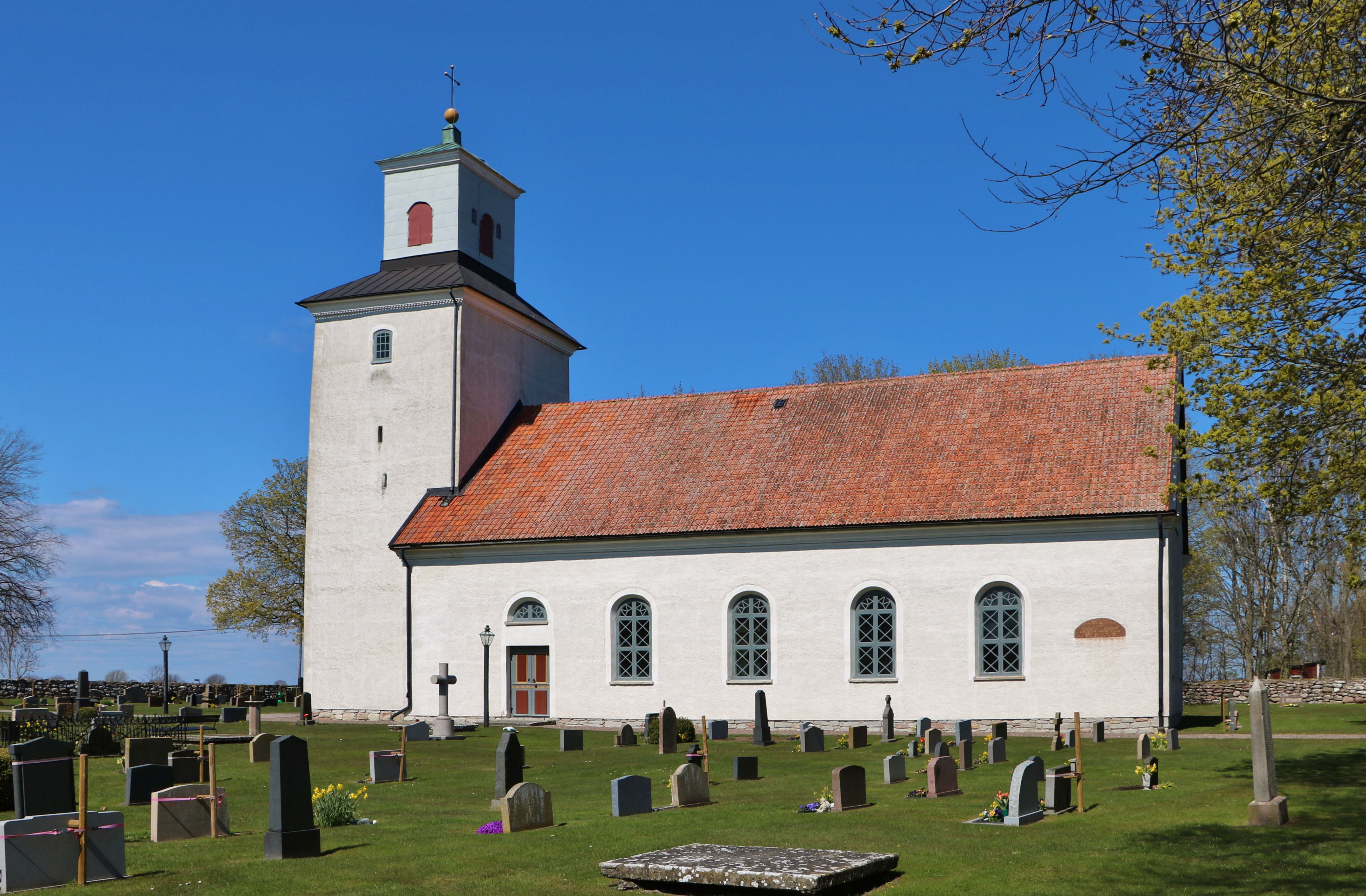
Kyrkan från söder
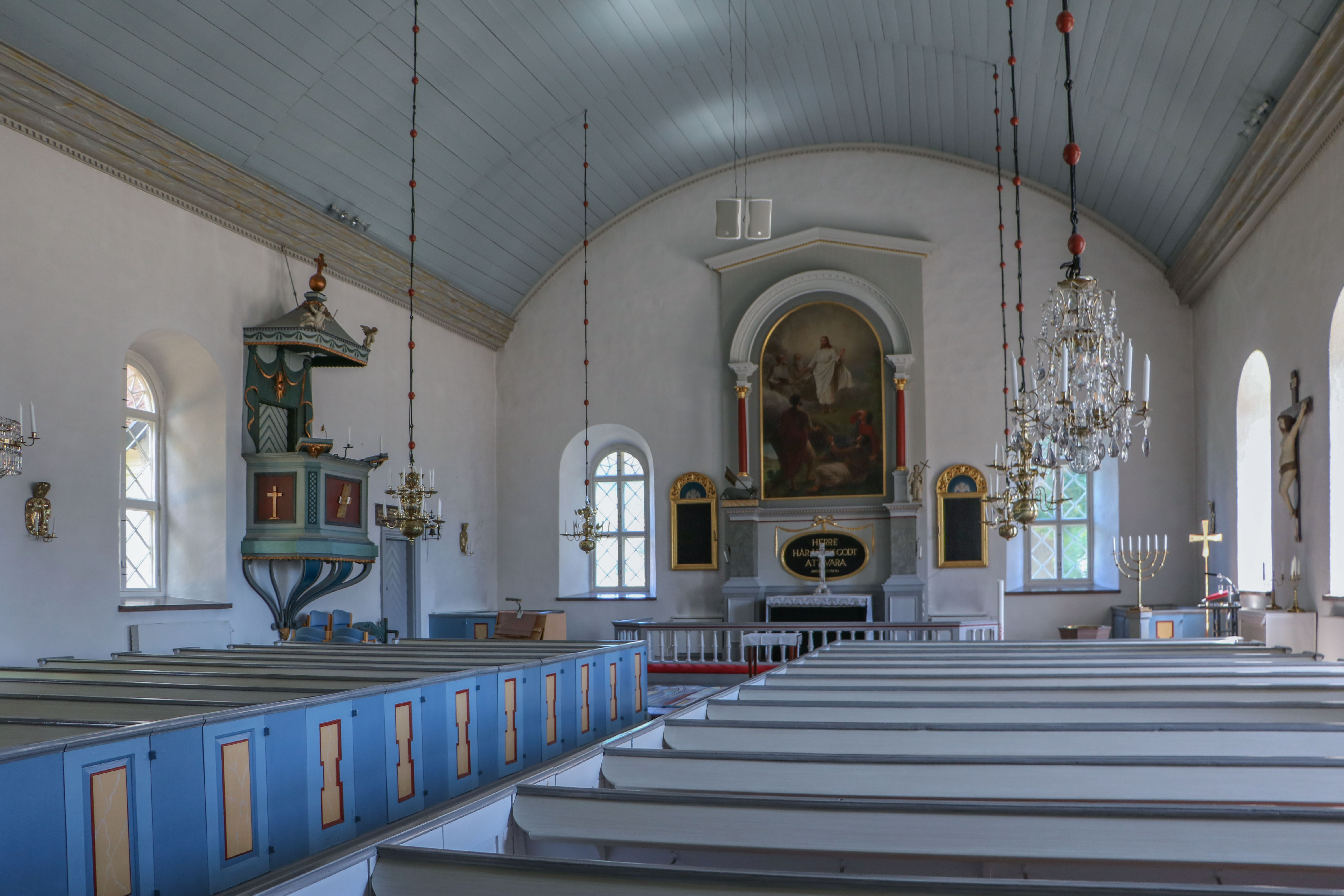
Interiör mot öster.
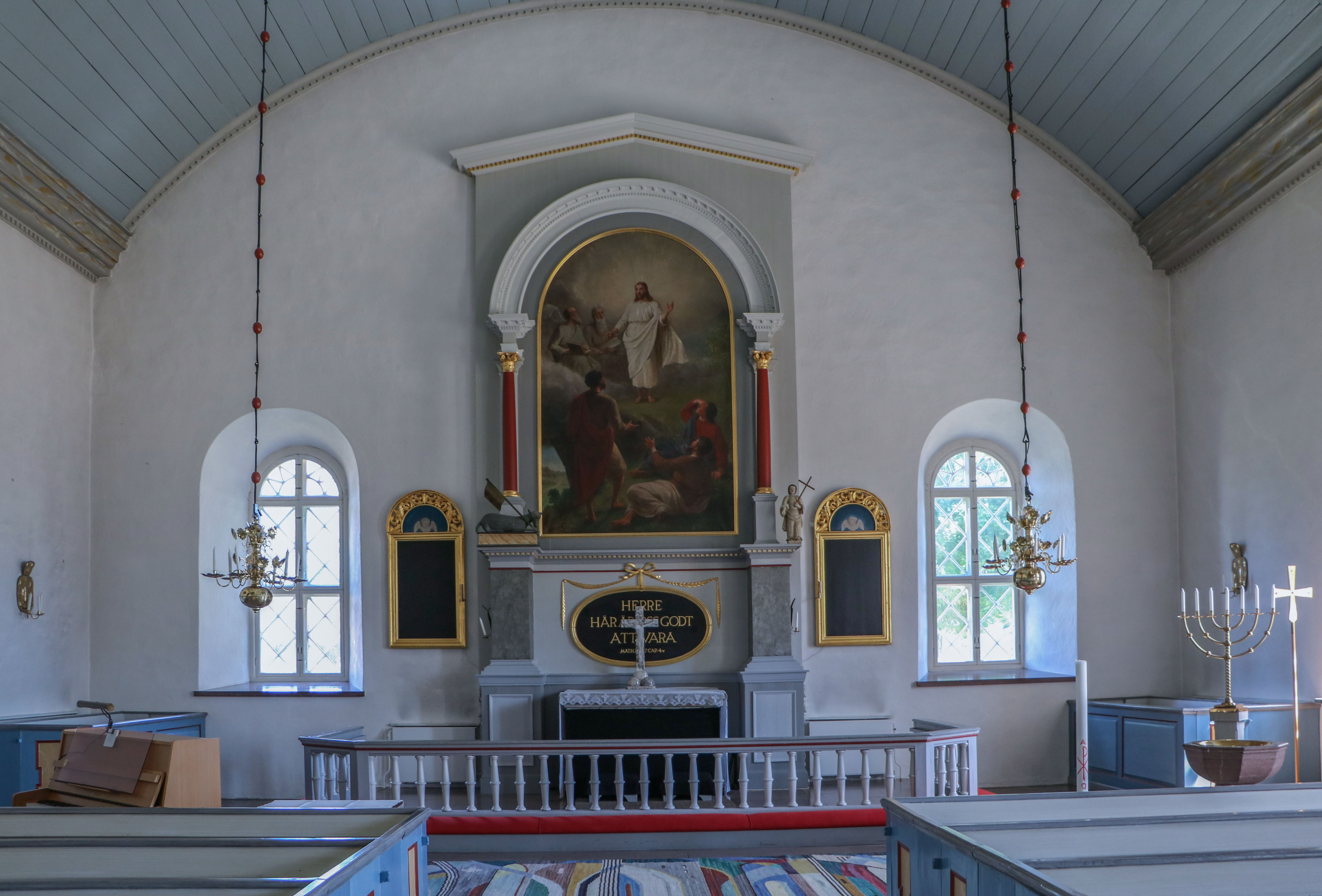
Koret med altaruppställningen från 1886.
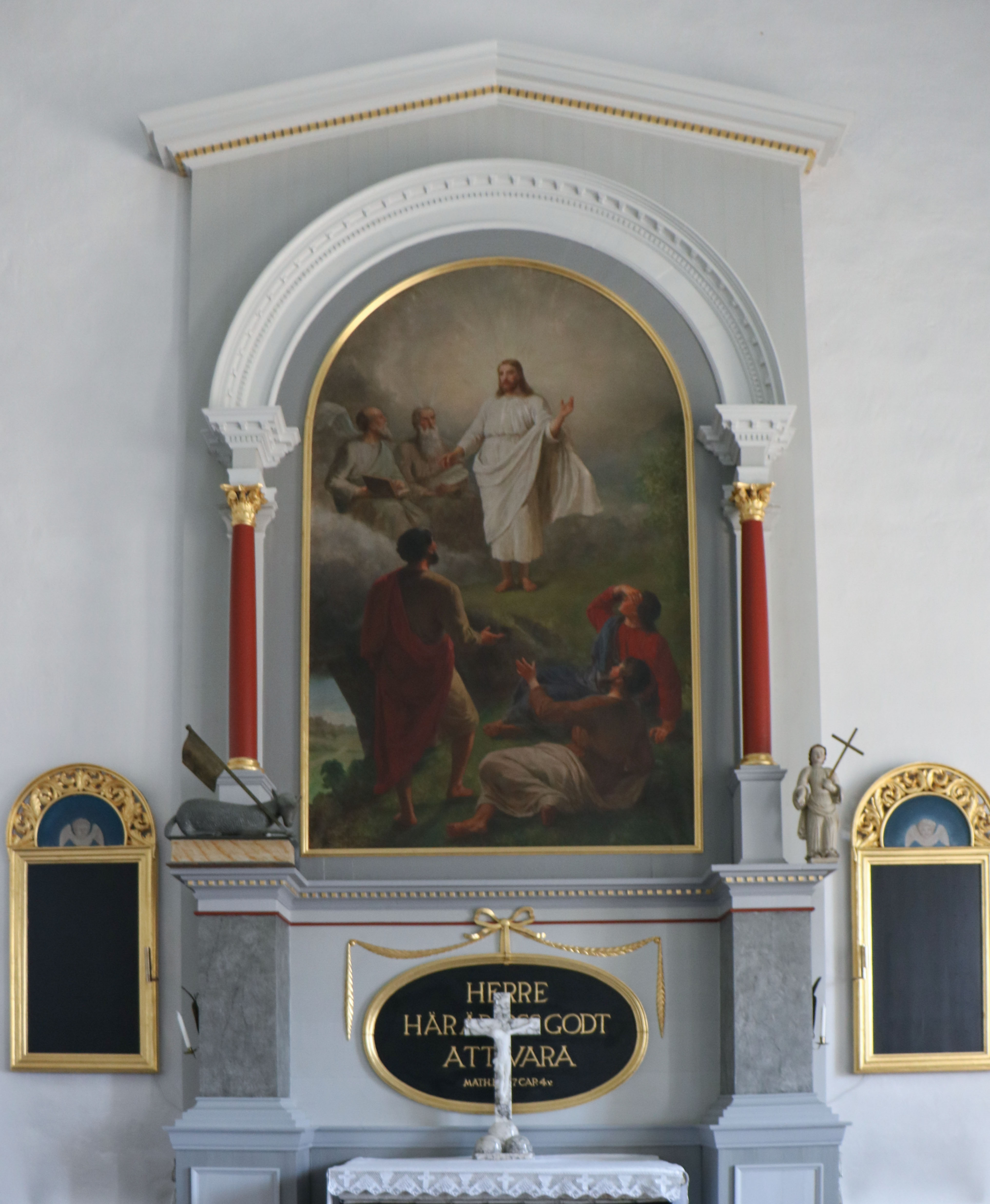
Altartavla:"Kristi förklaring", målad  av Bengt Nordenberg.
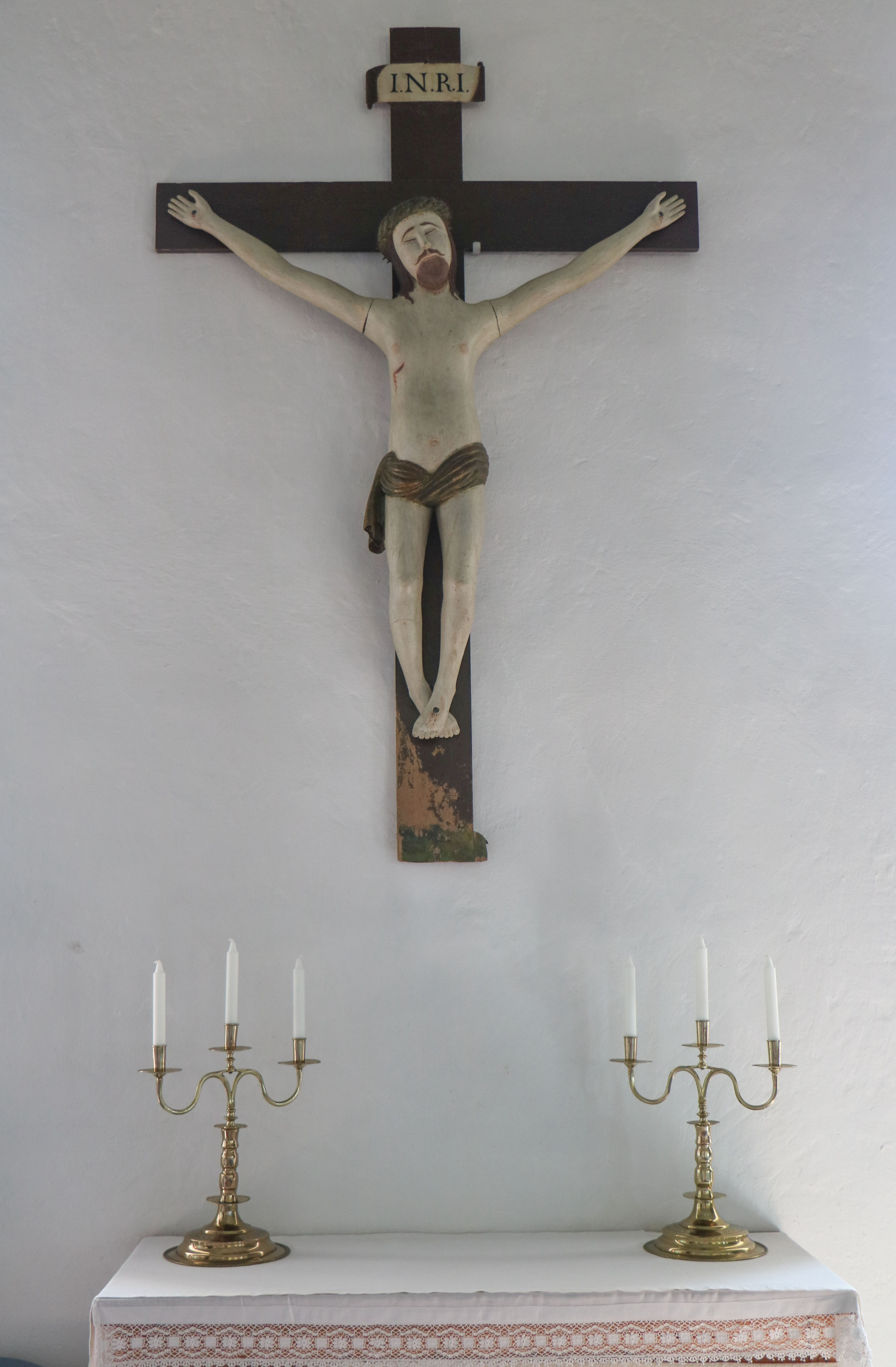
Krucifix över dopaltaret.
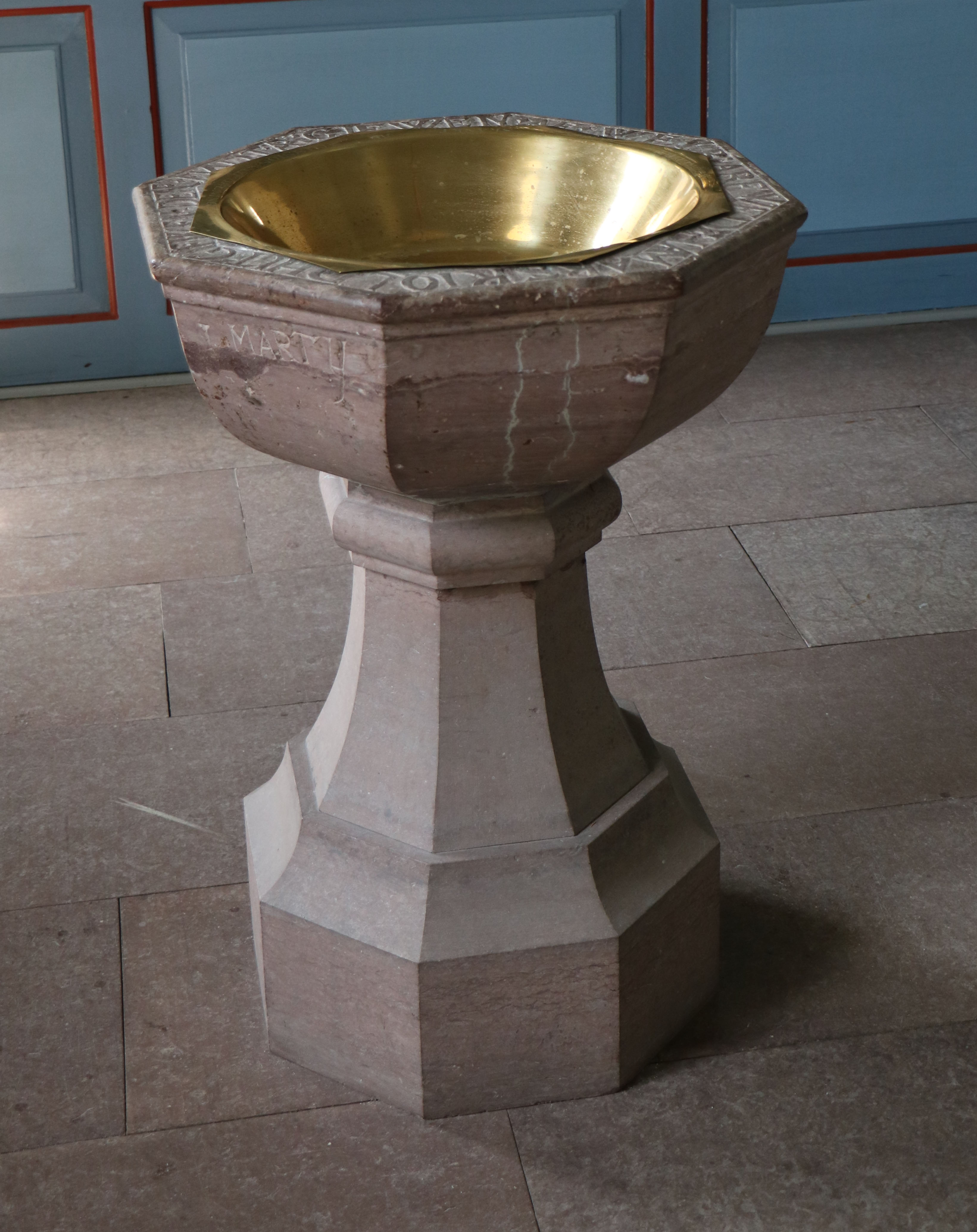
Dopfunt av öländsk sandsten 1650.
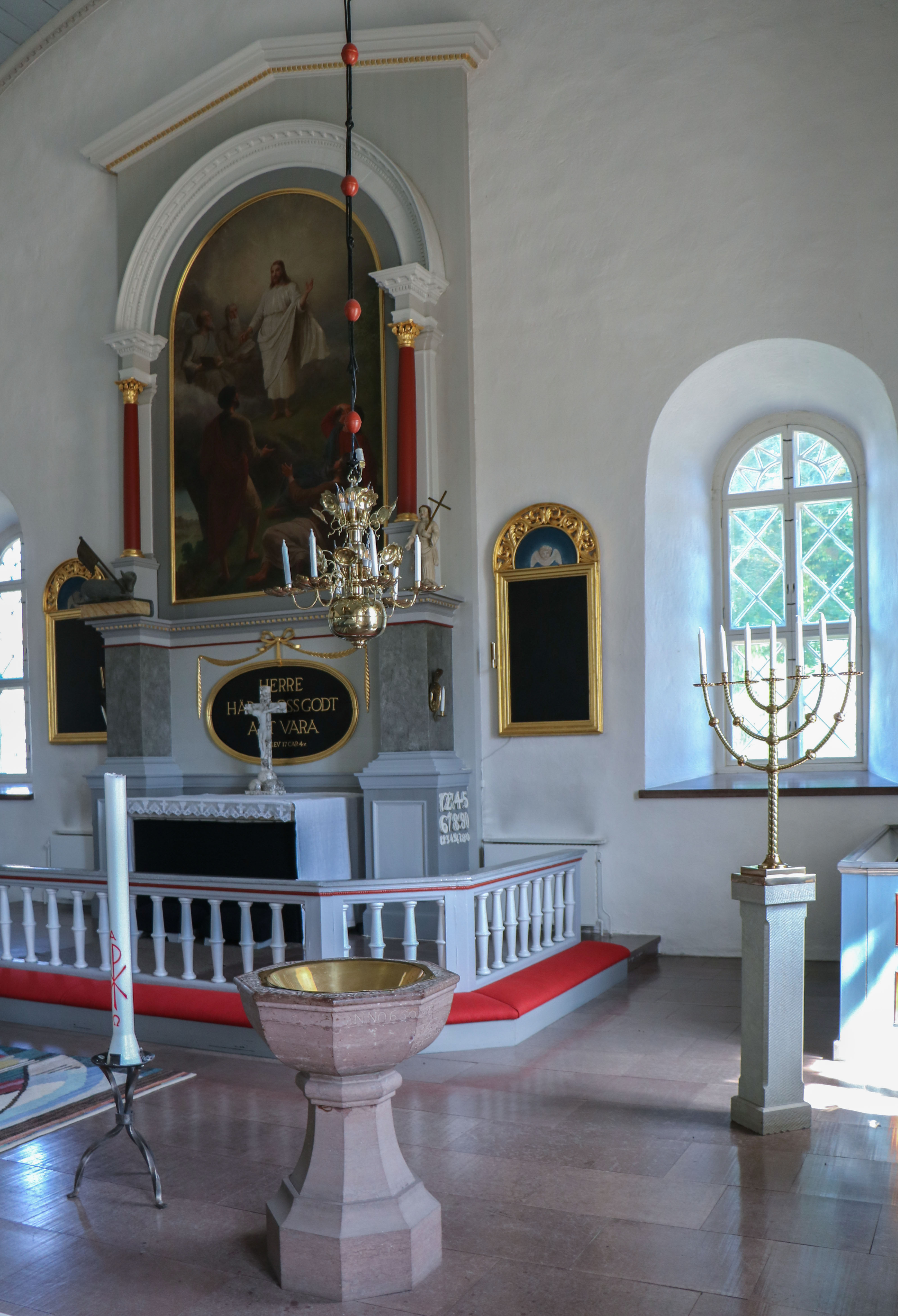
Koret med dopfunten och sjuarmad ljusstake.
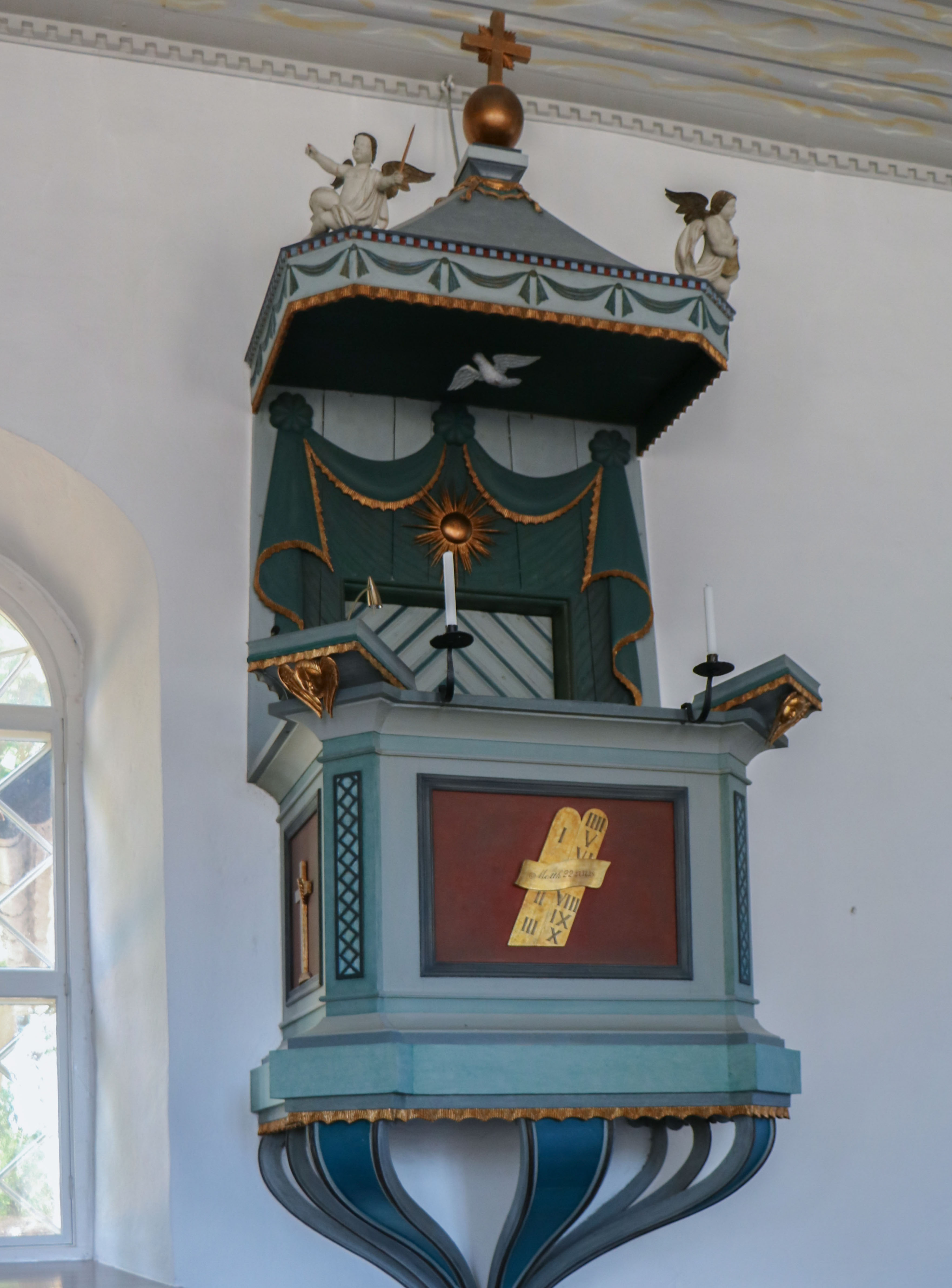
Predikstol från 1825.
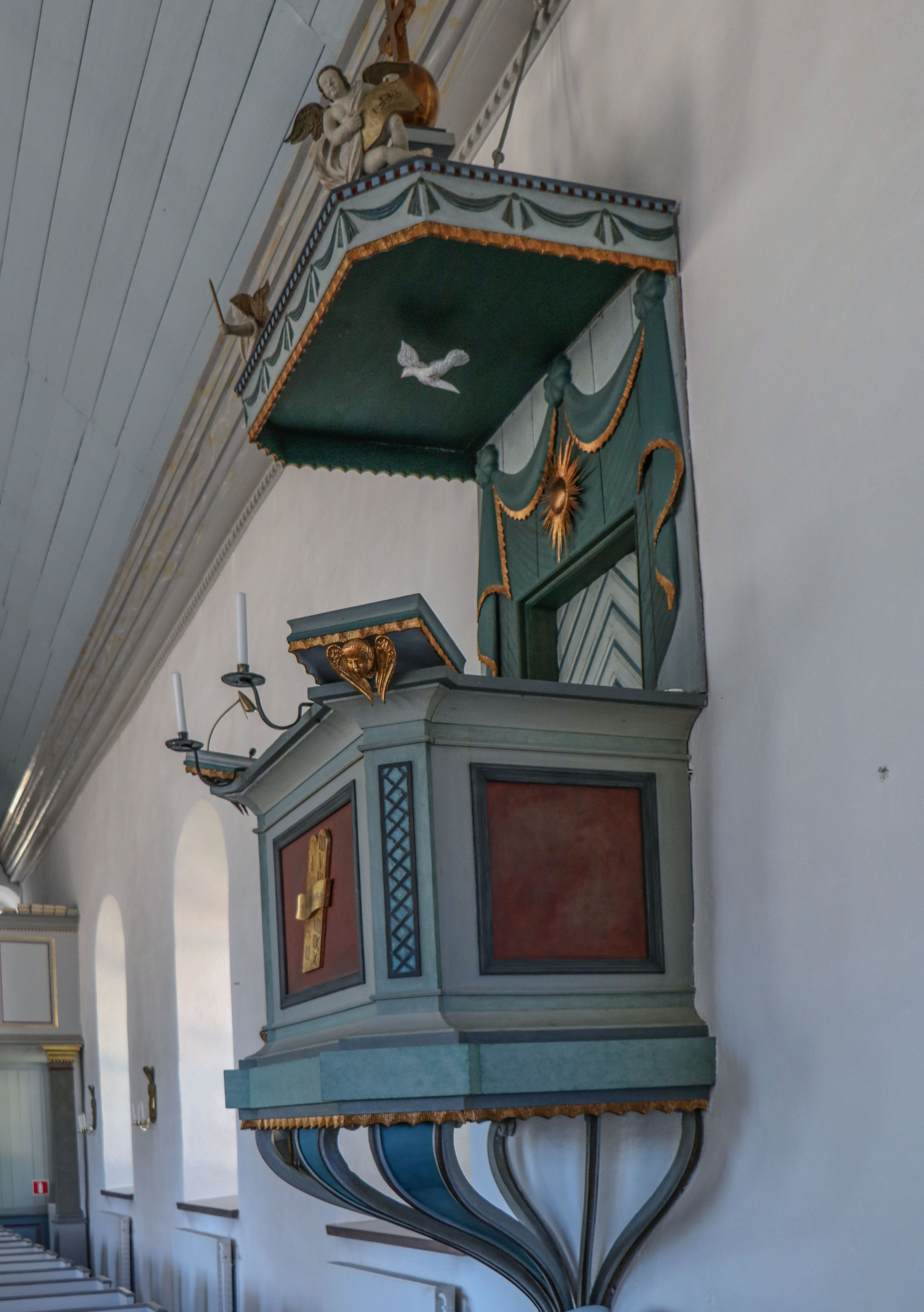
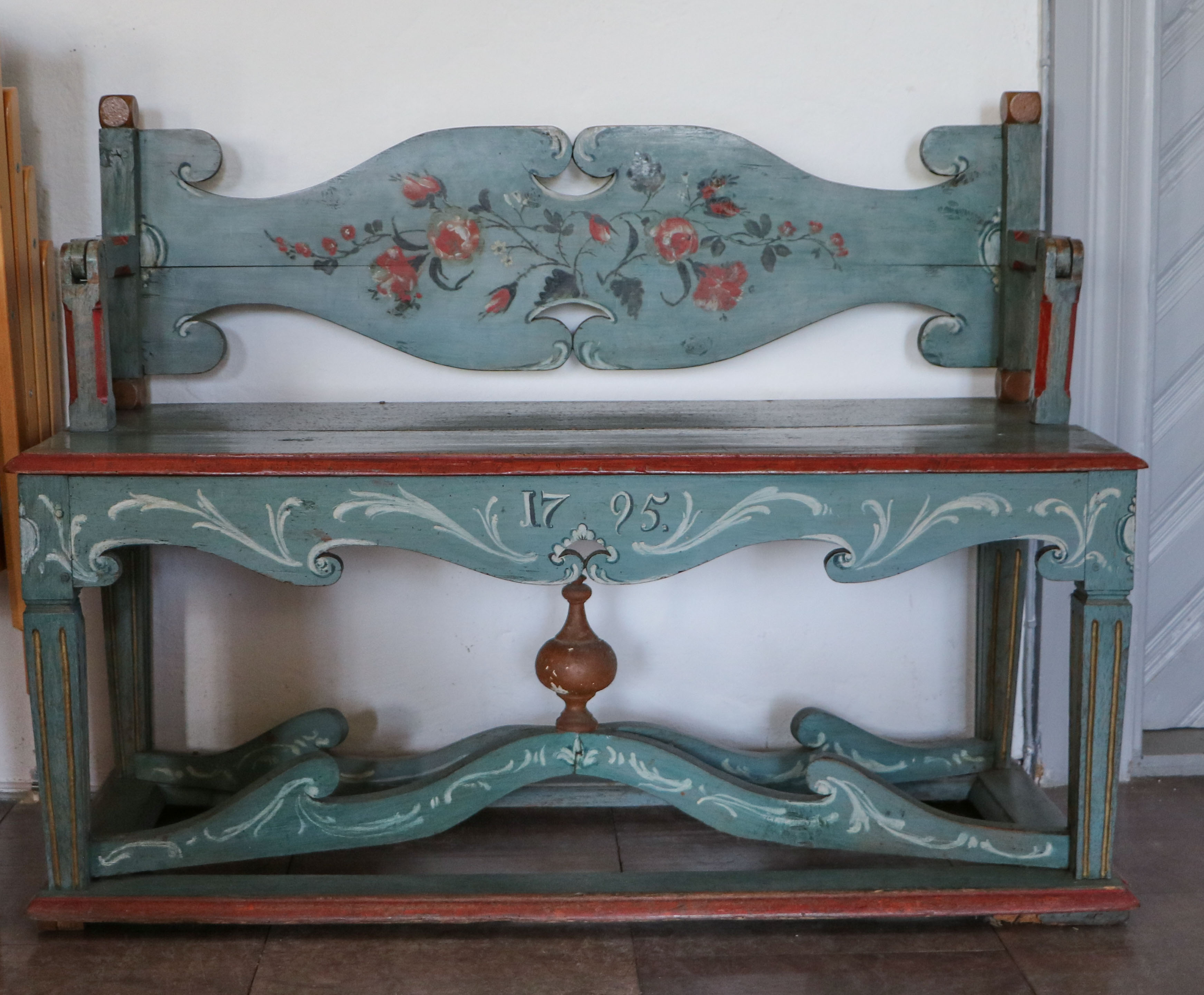
Brudbänk
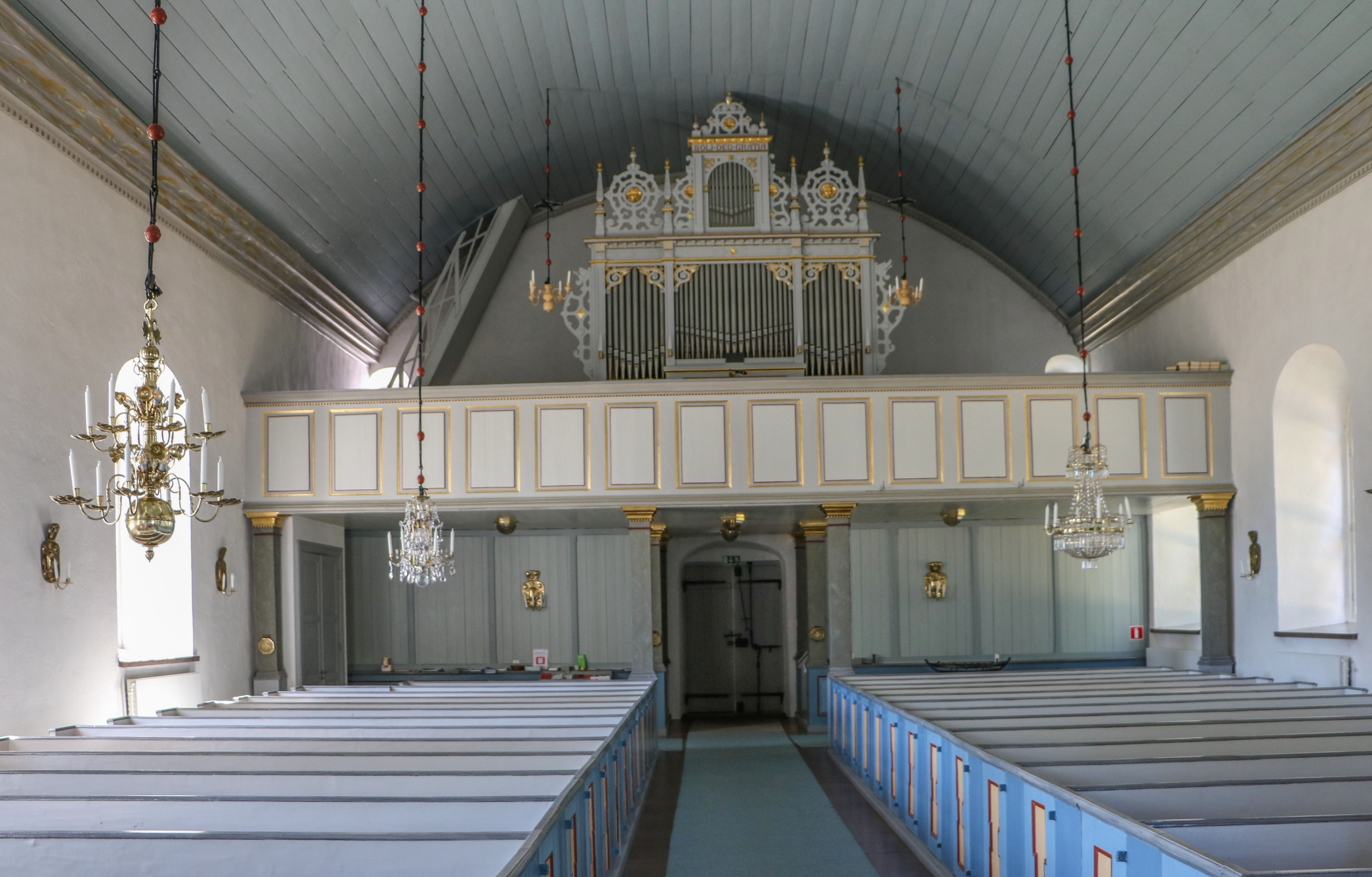
Interiör mot väster.

## Orgel

### Tidigare orglar

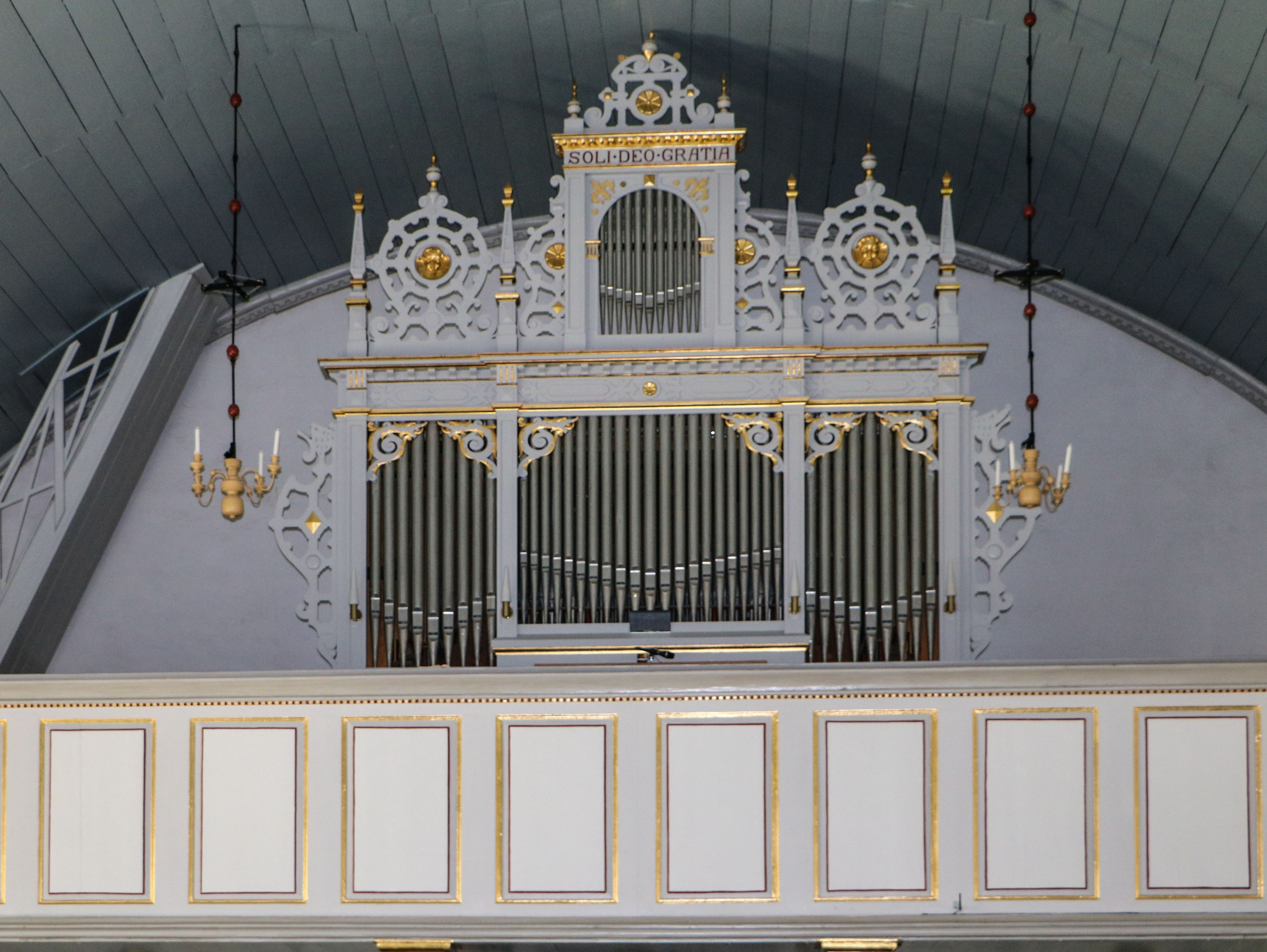
Orgeln med fasad från 1892.

- Kyrkans första orgeln inköptes 1860 från Hölö kyrka i Södermanland. Den hade sju stämmor och var byggd 1767 av Jacob Westervik i Stockholm.[3] Orgelverket nedrevs i maj 1892.[4]

- En ny orgel byggdes 1892 av Åkerman & Lund i Stockholm med tio stämmor fördelade på en manual och pedal, till en kostnad av 5.200 kronor. Orgeln avprovades 30 juni 1892 av musikdirektör Gustaf Johansson i Kalmar och invigdes 3 juli av kontraktsprosten J. H. Lagström i Runstens församling. Orgelverket beskrivs vara ett av de första instrumenten i stiftet som försetts med pneumatiska bälgar för såväl traktur som registratur.[4]

Disposition:
| Manual           | Pedal      | Koppel         | Kombinationer |
| Borduna          | Subbas     | Manual & pedal | Piano         |
| Principal        | Violoncell | 4′ i manualen  | Mezzoforte    |
| Salicional       |            | 4′ i pedalen   | Fortissimo    |
| Rörfleut         |            |                |               |
| Fleut harmonique |            |                |               |
| Oktava 4'        |            |                |               |
| Oktava 2'        |            |                |               |
| Trumpet          |            |                |               |

### Nuvarande orgel

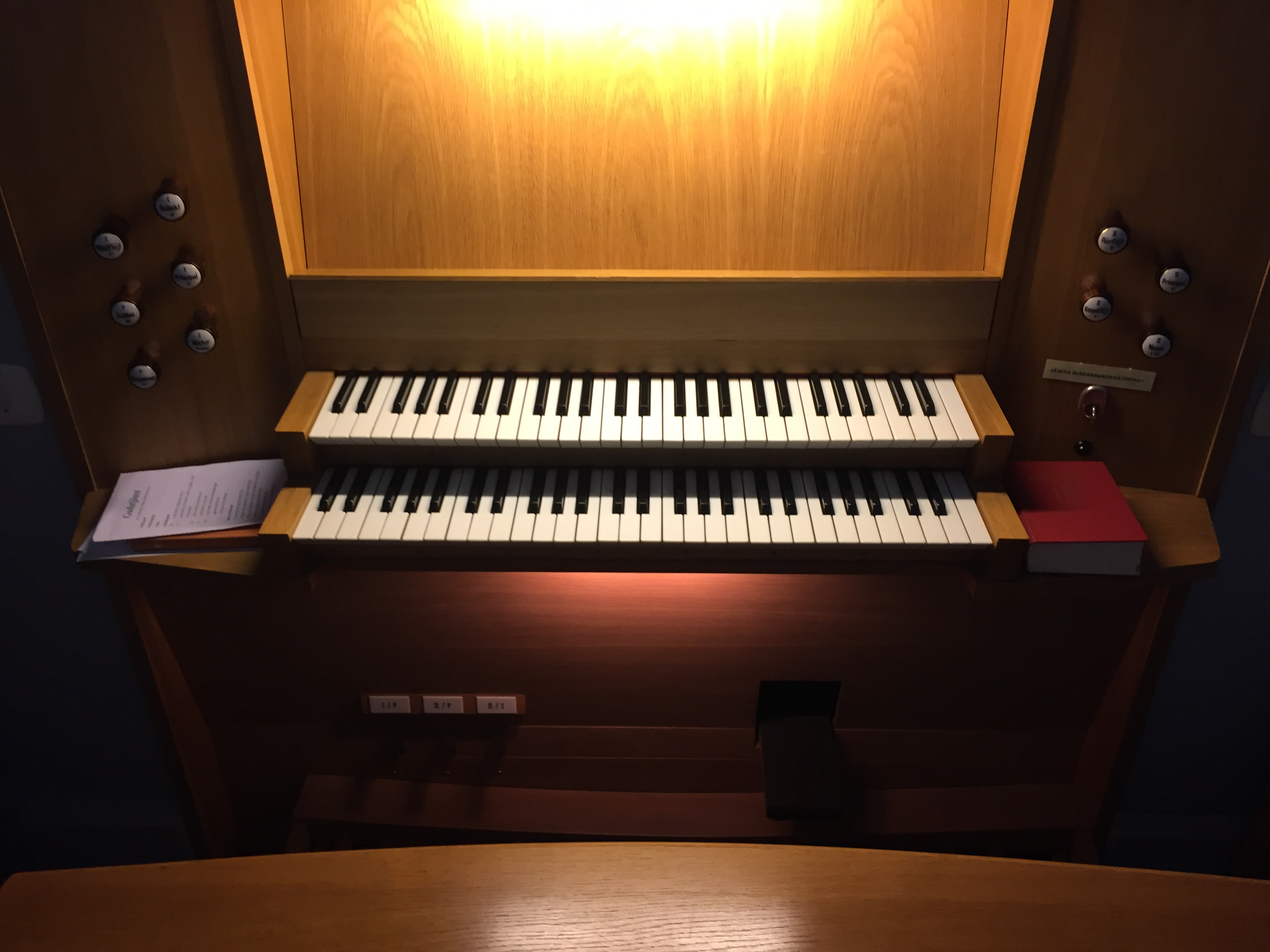
1966 års spelbord.

- 1966 uppförde Ingvar Johansson, Långaryd, ett nytt helmekaniskt orgelverk med tio stämmor fördelade på två manualer och pedal. Fasaden är bevarad från 1892 års orgel.[3]

Disposition:
| Huvudverk (I) C-f3 | Svällverk (II) C-f3 | Pedal        | Koppel |
| Gedackt 8’         | Rörflöjt 8’         | Subbas 16’   | I/P    |
| Principal 4’       | Koppelflöjt 4’      | Rörpommer 4’ | II/P   |
| Waldflöjt 2’       | Principal 2’        |              | II/I   |
| Mixtur 3 chor      | Nasat 1 ⅓'          |              |        |
|                    | Crescendosvällare   |              |        |